# Tassadia medinae
Tassadia medinae là một loài thực vật có hoa trong họ La bố ma. Loài này được (Morillo) Morillo miêu tả khoa học đầu tiên năm 1989.